# Polar express
Polar express (títol original en anglès The Polar Express) és una pel·lícula d'animació del 2004 dirigida per Robert Zemeckis amb un argument basat en el Nadal, feta per ordinador i fent ús de la captura de moviment mitjançant la qual es rotoscopia digitalment els moviments d'actors reals i s'aplica a personatges infogràfics tridimensionals dins d'un ordinador amb programari especialitzat. La pel·lícula està basada en el llibre infantil il·lustrat homònim de Chris Van Allsburg, escrit el 1985. S'ha doblat i subtitulat al català.

## Argument
Polar express narra les aventures que viu un nen de vuit anys la nit del 24 de desembre, justament quan comença a perdre l'esperança de continuar creient en l'existència del Pare Noel i en l'esperit de celebrar Nadal.
Abans de dormir sent un estrepitós soroll davant de la seva habitació, fins i tot sent una lleugera tremolor, que és causada per un tren enorme que ve màgicament sobre la neu i s'atura al davant de casa seva. El nen no dubta a sortir per inspeccionar el tren, i de seguida el conviden a pujar-hi. Dins el tren coneix un grup de nens que han estat escollits per diferents motius relacionats amb Nadal.
El tren va direcció el Pol Nord. Tot i que una sèrie de fantàstics esdeveniments comencen a aigualir el viatge, però finalment amb l'ajut dels nens, el tren aconsegueix arribar a la seva destinació, on tindran l'oportunitat de conèixer personalment el Pare Noel i els seus treballadors, i rebran el primer regal de la nit.
En arribar al Pol Nord es troben amb una ciutat màgica, el conductor s'emociona en veure que han pogut arribar-hi a temps. Els nens baixen del transport i s'endinsen en la ciutat, on veuen com els treballadors han estat fent feina durant tot l'any per fer els regals de tots els nens del món.
Després de conèixer en persona el Pare Noel, que parla amb cadascun dels nens, tornen a pujar al tren per tornar a casa. Finalment, el nen s'aixeca corrents per obrir els regals de sota l'arbre amb la seva germana petita.

## Repartiment
- Tom Hanks
- Michael Jeter
- Peter Scolari
- Nona Gaye
- Eddie Deezen
- Charles Fleischer
- Josh Hutcherson

## Premis i nominacions

### Nominacions
- 2005. Oscar a la millor cançó original per Glen Ballard i Alan Silvestri amb "Believe"
- 2005. Oscar al millor so per Randy Thom i Dennis Leonard
- 2005. Oscar a la millor edició de so per William B. Kaplan, Randy Thom, Tom Johnson i Dennis S. Sands
- 2005. Globus d'Or a la millor cançó original per Glen Ballard i Alan Silvestri amb "Believe"
- 2006. Grammy a la millor cançó escrita per pel·lícula, televisió o altre mitjà visual per Glen Ballard i Alan Silvestri amb "Believe"